# Peucedanum rhombifolium
Peucedanum rhombifolium är en flockblommig växtart som beskrevs av Jonathan S. Stokes. Peucedanum rhombifolium ingår i släktet siljor, och familjen flockblommiga växter. Inga underarter finns listade i Catalogue of Life.